# Циріл Свобода
Ци́ріл Сво́бода (чеськ. Cyril Svoboda; нар. 25 листопада 1956, Прага, Чехословаччина) — політик, лідер Християнсько-демократичного союзу — Чехословацької народної партії в 2001–2003 і 2009–2010 роках і член Палати депутатів Парламенту Чеської Республіки (1998–2010).

## Біографія
Після закінчення юридичного факультету Карлівого університету в Празі у 1980 році Свобода працював штатним юристом державного постачальника газу «Трансгаз», а згодом нотаріусом у Празі. Він почав свою політичну кар'єру в 1990 році, незабаром після Оксамитової революції, як радник заступника прем'єр-міністра Федерального уряду Чехії та Словаччини з прав людини та відносин між урядом Чехії та церквами.
Свобода працював асистентом на юридичному факультеті Карлового університету, потім навчався у Панамериканському інституті міжнародних досліджень (Університет Нотр-Дам) у 1991 році. Він став радником прем'єр-міністра Федерального уряду Чехії та Словаччини того ж року, а потім став заступником голови Урядової законодавчої ради у 1992 році. Він приєднався до KDU-ČSL у 1995 році. У 1996 році почав працювати в Міністерстві закордонних справ як заступник міністра, відповідальний за вступ Чехії до ЄС, процес, який він завершив як міністр закордонних справ у 2004 році.
За своєї політичної кар'єри обіймав ряд міністерських посад: був віцепрем'єром (липень 2002 — серпень 2004), міністром закордонних справ (липень 2002 — вересень 2006).
2011 року заснував Дипломатичну академію в Празі, читає лекції в кількох університетах Праги.